# Bianca (Rebsorte)
Bianca ist eine Weißweinsorte, die im Jahr 1963 an der Versuchsstation für Weinbau und Kellerwirtschaft im ungarischen Eger gezüchtet wurde. Der Sortenschutz der Neuzüchtung wurde 1978 erteilt.

## Abstammung, Herkunft
Ist eine ungarische Züchtung von Eger 2 (=Seyve Villard 12-375 SP auch Villard Blanc genannt) und Bouvier.

## Ampelografische Merkmale
- Die Triebspitze offen und ist schwach behaart.
- Der Triebwuchs ist aufrecht und stark.
- Das Blatt ist mittelgroß, glänzend, langstielig, keilförmig mit 5 Lappen und mit V-förmigem Profil, wenig gebuchtet, Stielbucht offen mit U-förmiger Basis, grob gezähnt.
- Die Trauben sind mittelgroß, zylindrisch ohne Flügel, Beitraube bis mittel-groß, lockerbeerig mit goldgelben rundlichen bis ovalen, hellgrün bis gelbgrün gefärbten Beeren.

Reife: mittelfrüh – in etwa mit Blauen Burgunder

## Verbreitung

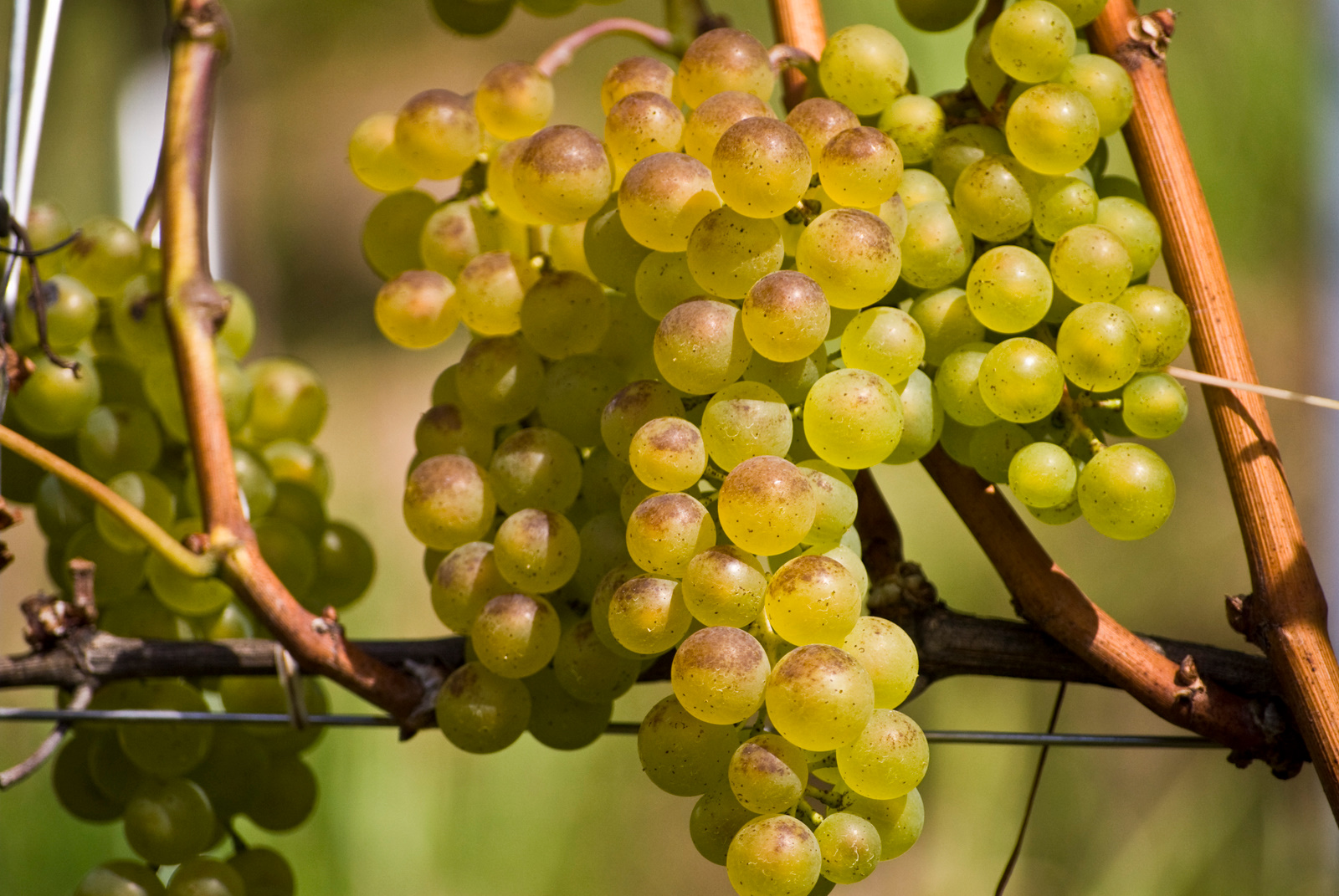
Trauben Bianca

Die weltweite Anbaufläche beträgt 9766 ha. Große Verbreitung findet die Sorte in Ungarn (2010 2.922 ha). Weitere Flächen gibt es in Russland (3.513 ha) und in Moldawien (15 ha). Die Sorte hat auch als Tafeltraube Bedeutung.

## Eigenschaften
Die früh reifende und ertragreiche Sorte, hat eine gute Resistenz gegen Echten, Falschen Mehltau und Botrytis. Sie treibt etwas später aus und hat daher eine gute Regenerationsfähigkeit nach Spätfrösten. Auch die Winterfrostwiderstandsfähigkeit ist hoch. Nachteilig ist ihre Trockenheitsempfindlichkeit, der kräftige Wuchs und ungünstiges Blühwetter bewirken häufig ein Verrieseln der Blüte.

## Ansprüche
Die Sorte stellt geringe Lageansprüche. Ungünstig sind trockene Lagen. Wegen des kräftigen Wuchses sollen keine zu engen Pflanzabstände gewählt werden.

## Ertrag
Der Ertrag ist sehr hoch.

## Wein
Bianca als neutrale Traubensorte erzielt einen ebensolchen Wein; das Bouquet ist dem Gutedel (Chasselas) ähnlich, im Körper bei nur bei guter Reife voll und harmonisch. Bei reduktiven Ausbau werden die Weine dem Sauvignon ähnlich. In manchen Fällen zeigt Bianca jedoch eine etwas exotische Note im Aroma. Bei mittelguter Reife sind die Weine meist dünn und wenig aromatisch. Der Wein wird leicht oxidativ, daher reduktiven Ausbau bevorzugen.

## Synonyme
Biahka, Bianka, Eg 40, Egs 40, Egri Csillagok 40, Können Rot.